# Stephan Kekulé von Stradonitz
Stephan Kekulé von Stradonitz (Gante, Bélgica, 1 de mayo de 1863 – Berlín,  5 de mayo de 1933) fue un jurista, heraldista y genealogista alemán, quien popularizó un método de numeración de los ancestros en una genealogía ascendente.
Era hijo del famoso químico Friedrich August Kekulé von Stradonitz, de ascendencia checa, de una familia aristócrata de Bohemia, y de su mujer Stéphanie Drory, de Gante.
En 1898 revisó el método de numeración de los ancestros en genealogía, creado por Eyzinger y reanudado por Jerónimo de Sosa en 1676 en su libro Ahnentafel-Atlas. Ahnentafeln zu 32 Ahnen der Regenten Europas und ihrer Gemahlinnen (Berlín: J. A. Stargardt, 1898-1904), que contenía 79 tablas de ascendencia de soberanos europeos y sus cónyuges.
Ese método que él popularizó se emplea hoy universalmente y es conocido hoy como el sistema Ahnentafel, también llamado sistema Sosa-Stradonitz.